# 頒暦商社
頒暦商社（はんれきしょうしゃ）は、日本の明治時代初期に官暦の発行を独占的に行っていた組織。

## 概要
明治5年（1872年）、文部省主導の下で江戸時代の暦師（弘暦者）を集めて組織された。明治5年11月9日に太陽暦改暦の詔が出され、頒暦商社は大きな損害を受けたが、代わりに明治6年から10年間の官暦出版の独占権を認められた。
明治16年にその期限が切れ、同時に版権が神宮司庁（伊勢神宮）に移されるとともに頒暦商社は「林組」に改組した。明治16、17年は神宮司庁より官暦の製造・頒布を委託されたが、明治18年より独自の暦を製造・頒布するようになった。